# Diaka (Burkina Faso)
Pour les articles homonymes, voir Diaka.
Diaka est une commune rurale située dans le département de Thion de la province de la Gnagna dans la région de l'Est au Burkina Faso.

## Géographie
Diaka est située à 10 km au Sud de Thion, le chef-lieu du département. La commune est traversée par la route départementale 144 qui relie Thion au Nord à Bogandé à 19 km à l'Est.

## Santé et éducation
Diaka accueille un centre de santé et de promotion sociale (CSPS).